# 挪威海
| 挪威海     | 挪威海             |
| 挪威海地圖 | 挪威海地圖         |
| ---------- | ------------------ |
| 平均深度： | 1600-1750米        |
| 最深深度： | 3,970米            |
| 海域面積： | 1,380,000 平方公里 |
| 水體體積： | 2,400,000 立方公里 |
| 含鹽度：   | 千份之35           |

挪威海（挪威語：Norskehavet）是北大西洋的一個陸緣海，位於挪威西北方對開，介乎北海與格陵蘭海之間。
挪威海西邊與冰島海連接，東北方與巴倫支海相鄰。在西南方，冰島與法羅群島之間的海底山脊把大西洋外海與挪威海分開。至於北面，揚馬延海底山脊成為挪威海與北冰洋之間的界線。東邊是挪威，海岸線有由冰川侵蝕而成的峽灣（fjørd）。

## 洋流
在挪威海及格陵蘭海，表面的海水下沉至2至3公里的海底，所以海底的水較冷且含氧量高。因此挪威西岸外海有一股海面暖流及一股海底冷流。
東冰島洋流把冷水帶到南面的冰島，然後沿著北極圈轉向東流。挪威洋流是墨西哥灣流的分支，它把暖水團帶向北方，使挪威的氣候保持溫和及濕潤。另外，挪威海也是北大西洋深層水（North Atlantic Deep Water）的一個源頭。
挪威海由於有大西洋較暖且鹹的洋流經過，所以海面不會結冰。此海域漁產豐富，包括鱈魚、鯡魚、沙丁魚及鯷魚等。科學家認為洋流的波動變化是氣候轉變的指標，因此流經挪威海的海流受到嚴密監測。

## 其他
挪威海天然資源豐富，從1993年起開始大量出產原油及天然氣。另外，有人建議挪威海可作為二氧化碳的貯藏所，以減低溫室效應。

## 沿岸城市
挪威：
- 哈默菲斯特
- 特羅姆瑟
- 哈爾斯塔
- 那維克
- 波多
- 摩伊蘭那
- 特隆赫姆
- 阿雷松德

 法罗群岛：
- 托爾斯港

## 外部連結
- LoveToKnow在線百科全書
- 美國地球物理學聯盟 - 建議挪威海作為二氧化碳貯藏所 （页面存档备份，存于）
- Goliat - 挪威海北部的新油田
- NASA：挪威海上的煙霧 Archive.today的存檔，存档日期2007-08-23
- 挪威海的珊瑚礁
- 聯合國環境計劃署：冷水珊瑚礁 （页面存档备份，存于）